# ブラックマン
ブラックマン（Blackman、本名：Álvaro Meléndez Tibanez、1949年2月19日 - 2022年2月28日）は、メキシコ・ハリスコ州グアダラハラ出身のプロレスラー。
コーナーポストへの倒立など変幻自在な動きをトレードマークに、テクニコの覆面レスラーとして活躍した。

## 来歴
ディアブロ・ベラスコのジムでルチャを習得し、1965年（1969年説もあり）にラ・ガセラ（La Gacela）のリングネームでデビュー。1977年より日本の忍者をモチーフとした黒覆面のブラックマン（Blackman）に変身し、1978年9月10日にはエル・マテマティコからUWA世界ライト級王座を奪取、1981年9月30日にブラック・テリーに敗れるまで3年間に渡ってタイトルを保持した。
1982年3月、新日本プロレスに初来日。小柄・軽量ながらも初代タイガーマスクと好勝負を展開した。佐山聡本人も、2008年にポニーキャニオンより発売されたDVD-BOX『初代タイガーマスク大全集』において、ブラックマンの試合巧者ぶりを高く評価している。1984年からはカンフー・ギミックのクン・フー&カト・クン・リーとのオリエンタル系ユニット、ロス・ファンタスティコス（Los Fantásticos）を結成して人気を博した。なお、佐山もメキシコ修行時代、この両者とトリオを組んでいた。
1986年2月9日には、ブルー・パンテルを破ってUWA世界ウェルター級王座を獲得。2階級制覇を果たしたものの、翌週2月16日にパンテルとのマスカラ・コントラ・マスカラに敗退。以降メキシコでは素顔でファイトした後、1991年4月、UWA（LLI）にて青を基調にしたデザインの新しい覆面レスラー、セレスティアル（Celestial）に変身した。
1990年代はユニバーサル・プロレスリングやみちのくプロレスに度々来日しており、ユニバーサルでは1993年3月13日の後楽園ホール大会にて、ブラックマンとしてスペル・デルフィンとマスカラ・コントラ・マスカラを行うも再び敗退、日本でも覆面を脱いでいる。みちのくでは1995年11月、彼の影響下にある中島半蔵とのコーナーポスト倒立合戦も見られた。中島とはタッグも組んでいる。
キャリア晩年は、闘龍門のコーチとなって日本人ルチャドールを指導した。引退後はヌエボ・レオン州のモンテレイにてジムとレストランを運営していた。
2022年2月28日、死去。73歳没。

## 得意技
- トペ・コンヒーロ
- サルト・モルタル

## 獲得タイトル
- UWA世界ライト級王座：1回[4]
- UWA世界ウェルター級王座：2回[6]
- UWA世界6人タッグ王座：1回（w / クン・フー&カト・クン・リー）[9]